# アントラー作戦
アントラー作戦（アントラーさくせん、英語: Operation Antler）は、1957年にイギリスが南オーストラリア州のマラリンガで行った、3回の大気中核実験の計画名。
核実験は合計3回実施され、9月から10月までの期間に行われた。始めの2回は塔の上に装置を設置して行われ、3回目は空中投下された。グラップル作戦の後に行われ、バッファロー作戦の前である。この後に実験場では、ブランビーとヴィクセンという2度の清掃作業が行われた。
マラリンガという地名は現地のアボリジニの言葉で雷という意味である。
| 実験名   | 日時          | 出力    | 場所                         |
| -------- | ------------- | ------- | ---------------------------- |
| Tadje    | 1957年9月14日 | 0.93 kt | 南オーストラリア州マラリンガ |
| Biak     | 1957年9月25日 | 6 kt    | 南オーストラリア州マラリンガ |
| Taranaki | 1957年10月9日 | 26.6 kt | 南オーストラリア州マラリンガ |

## 参照項目
- マラリンガのイギリス核実験